# Астрономическа обсерватория и планетариум „Николай Коперник“
Народна астрономическа обсерватория и планетариум „Николай Коперник“ е астрономически комплекс в Морската градина на Варна, включващ обсерватория и планетариум.

## История
Идеята за обсерватория във Варна се заражда в началото на 1960-те години. Под ръководството на тогавашния кмет Николай Бояджиев, през 1963 г. в централната част на Морската градина е предоставена сграда на Клуба по астрономия и астронавтика, където започват да се провеждат първите курсове по астрономия и ракетомоделизъм в града.
Скоро след това започват да се изготвят планове за преустройство и реконструкция на съществуващата сграда и през есента на 1964 г. започва строителството на нова сграда за обсерваторията, като неин архитект е Камен Горанов. В хода на строителните работи се внасят изменения на първоначалните планове, като е решено към обсерваторията да се пристрои планетариум със зала за лекции.
Комплексът е официално открит на 22 май 1968 г. и е съставен от обсерватория, планетариум и махало на Фуко. С решение на Министерски съвет комплексът е кръстен в чест на полския учен Николай Коперник. Директор на обсерваторията става Николай Петров, който я ръководи до 1989 г.
Обсерваторията първоначално разполага с няколко малки телескопа, сред които рефракторен 80/1200 mm и Касерген 150/2250 mm. Плантариумът разполага с проекционен апарат от типа Zeiss Kleinplanetarium, който може да проектира до 5500 звезди върху полусферичен купол с диаметър 10,5 m. Използват се и диапроектори за допълнително онагледяване. Звездната зала разполага с 80 места и лекции на български, английски и руски. Махалото на Фуко е монтирано на кула и има дължина на нишката от 17,6 m и отклонение в основата около 2 m. За географската ширина на Варна (43 градуса 12 минути северна ширина) завъртането на равнината на люлеене на махалото вследствие околоосното въртене на Земята е 10 градуса 03 минути за един час в посока от изток на запад.
През 1971 година започва изграждането на филиална астрономическа обсерватория в село Аврен, Варненско, в най-високата част на Авренското плато. През 1973 г. се чества 500-годишнината от раждането на Коперник, а за големия си принос, обсерваторията е наградена с паметен медал от Полша.
Астрономическият комплекс е реновиран и открит през 2002 г.

## Дейност
Специалистите в комплекса работят в различни направления, главните от които включват наблюдения и изследване на астрономически обекти и явления. Използва се както наличната база, така и телескопите и апаратурата на Националната обсерватория – Рожен и Белоградчишката обсерватория. Провеждат се занятия по астрономия и физика с училища. Комплексът участва и в организирането на Националната младежка астрономическа конференция. Към обсерваторията е организиран Младежки астрономически клуб „Канопус“ за астрономи любители. През 1998 г. обсерваторията организира провеждането на Първата национална олимпиада по астрономия в България.
Обсерваторията е учредила своя награда „Николай Петров“ за всеотдайна работа в областта на любителската астрономия, чийто патрон е дългогодишният директор на обсерваторията и почетен гражданин на град Варна.